# Belgische Badmintonmeisterschaft 1976
Die Belgische Badmintonmeisterschaft 1976  fand vom 7. bis zum 8. Februar 1976 statt.

## Finalergebnisse
| Disziplin    | Sieger                              | Finalist                               | Ergebnis            |
| ------------ | ----------------------------------- | -------------------------------------- | ------------------- |
| Herreneinzel | Daniel Gosset                       | Jean Pierre Bauduin                    | 12-15, 15-4, 15-7   |
| Dameneinzel  | Françoise Kaiser                    | Ruth Williams                          | 11-5, 11-6          |
| Herrendoppel | Michel Gosset John Jaury            | Jean Pierre Bauduin Benny Tan Ook Djie | 10-15, 18-17, 18-17 |
| Damendoppel  | Kirsten Ballisager Françoise Kaiser | Gerda Cairns Marina Roosbroeck         | 15-7, 15-6          |
| Mixed        | Herman Moens Gerda Cairns           | Roger Vanmeerbeek Kirsten Ballisager   | 5-15, 15-7, 15-3    |